# غريغ كيرن
غريغ كيرن (7 يوليو 1963 بكالغاري في كندا - ) هو لاعب كرة قدم كندي في مركز الدفاع. شارك مع منتخب كندا لكرة القدم. أما مع النوادي، فقد لعب مع مونتريال مانيك ‏ وVictoria Riptides ‏ وCalgary Kickers ‏.

## وصلات خارجية
- غريغ كيرن على موقع ناشيونال فوتبول تيمز (الإنجليزية)